# Rose M. Likins
Rose McCartney Likins (Virginia, 1959) es una diplomática estadounidense, Embajadora de los Estados Unidos de América en el Perú del 2010 hasta 2014.

## Biografía
Rose es originaria del Estado de Virginia. Es hija de Eugene McCartney and Merlyn Houghland. Hizo sus estudios superiores en la Universidad de Mary Washington.  Casada con John Likins, tiene 2 hijos.
Es miembro de carrera del Servicio Diplomático de los Estados Unidos, habiendo servido en México, Paraguay, Bulgaria y El Salvador.